# Episodi di Thunderstone (seconda stagione)
La seconda stagione della serie televisiva Thunderstone è stata trasmessa in anteprima in Australia dalla Network Ten tra il 13 agosto 1999 e il 5 novembre 1999.
| nº | Titolo originale      | Titolo italiano | Prima TV Australia | Prima TV Italia |
| -- | --------------------- | --------------- | ------------------ | --------------- |
| 1  | The Old Peddler       |                 | 13 agosto 1999     |                 |
| 2  | Quicksand             |                 | 20 agosto 1999     |                 |
| 3  | Broken Dreams         |                 | 27 agosto 1999     |                 |
| 4  | Is Noah Banished?     |                 | 3 settembre 1999   |                 |
| 5  | Becky's Trick         |                 | 10 settembre 1999  |                 |
| 6  | Last Warning          |                 | 17 settembre 1999  |                 |
| 7  | Disco Fever           |                 | 24 settembre 1999  |                 |
| 8  | The Mysterious Valley |                 | 1º ottobre 1999    |                 |
| 9  | New Hope              |                 | 8 ottobre 1999     |                 |
| 10 | The Bad Surprise      |                 | 15 ottobre 1999    |                 |
| 11 | Evacuation            |                 | 22 ottobre 1999    |                 |
| 12 | The Super Weapon      |                 | 29 ottobre 1999    |                 |
| 13 | Before the Comet      |                 | 5 novembre 1999    |                 |